# Нордервёрден
Нордервёрден (нем. Norderwöhrden) — община в Германии, в земле Шлезвиг-Гольштейн.
Входит в состав района Дитмаршен. Подчиняется управлению КЛьГ Вессельбурен.  Население составляет 281 человек (на 31 декабря 2010 года). Занимает площадь 18,47 км².

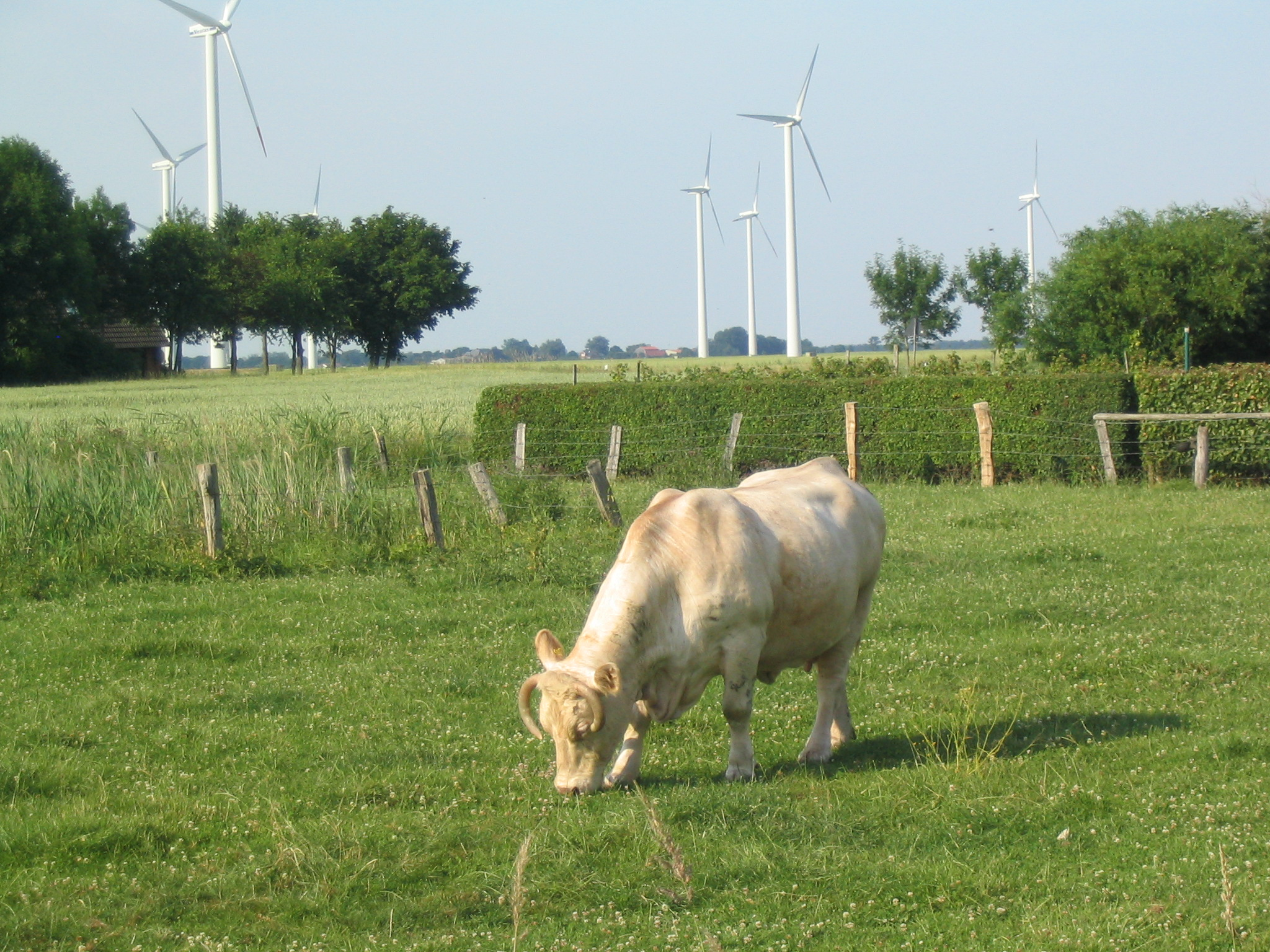
Нордервёрден